# Thor Delta D
Thor Delta D – amerykańska rakieta nośna serii Delta. Jest bezpośrednią następczynią Delty C, gdyż ma te same stopnie górne, modyfikacją jest dodanie trzech dopalaczy na paliwo stałe serii Castor 1 pochodzących z rakiet Scout, oraz członu centralnego Thor DSV-2. Obydwie nowe konstrukcje latały na rakietach Thor Agena D. Rakieta ta wyniosła 2 satelity komunikacyjne: Syncom 3 19 sierpnia 1964 i Intelsat 1 6 kwietnia 1965.